# Османская империя в Австро-прусско-итальянской войне
Османская империя предложила помощь Австрийской империи в войне с Пруссией и Италией.
В июне 1866 года в штаб-квартиру австрийской Южной армии пришла телеграмма, в которой Османская империя предлагала помощь в войне с Пруссией и Италией.
Турецкая армия разместила свои сухопутные и морские силы вблизи ключевых пунктов на границе с Австрией. Планы превращения Адриатики во «внутреннее озеро» Италии и национальные восстания на Балканах беспокоили правительства как Австрийской, так и Османской империй. Обе были готовы бороться за статус-кво и принципы легитимизма, установленные ещё Венским конгрессом.
Восстание, начавшееся в апреле на острове Крит, привлекло внимание великих европейских держав. Греческое правительство обязалось не помогать критянам, но не противодействовало частным лицам в помощи восставшим. Итальянцы также были заподозрены в участии. Целью Порты был не только бойкот острова, но и предупреждение прочих попыток овладения опорными пунктами на материке, когда постепенно ухудшались австро-прусские отношения, вся остальная Европа внимательно следила за подавлением восстания.
В течение всей весны 1866 года на континенте постоянно нарастала угроза войны между Австрией и Пруссией. В то время как обе стороны продолжали искать союзников, канцлер Пруссии Отто фон Бисмарк надеялся при помощи полунезависимых Сербии и Румынии отвлечь часть австрийских войск с основного театра военных действий.
Юго-восточная Европа стала свидетелем перемещений войсковых частей, тогда как в центральной Европе проходило соединение армий Германского союза. Османская империя сосредоточила свои войска в Боснии и Далмации, во избежание сербского вторжения в Банат (Южная Венгрия) и итальянского десанта соответственно. В Рущуке (болг.) 43°51′ с. ш. 25°59′ в. д. также была собрана мощная турецкая армия. Кроме того, в Адриатическое море была введена турецкая эскадра.
Судя по всему, Порта готова была встать на сторону Австрийской империи для защиты статуса-кво в Европе. Эти манёвры также продемонстрировали, что Османская империя не потерпела бы вступления в грядущую войну Сербии и Румынии. Более того, она была намерена воспрепятствовать установлению Италией контроля над побережьем Адриатического моря, в частности — над важнейшим портом Дубровник.
Хотя турецко-австрийское соглашение и остановилось на уровне формального союза, интересы Турции всё-таки столкнулись с итало-прусскими. Лидеры Италии годами открыто говорили об оказании помощи восставшим грекам и славянам. Планы итальянцев в отношении Дубровника, основного узла торговли в Боснии, беспокоили турецких правителей. Развёртывание турецких войск вокруг Дубровника в 1866 году составляло оборону высокого уровня.

## Войска Османской империи
В середине мая 1866 года посольство Австрии в Константинополе сообщило о численности турецких войск: 12 000 в Боснии и Герцеговине, 5 000 в Албании, 10 000 в Фессалии и Македонии, и 40 000 в Рущуке на Дунае, направленных на устрашение Румынии, к вторжению в которую министр иностранных дел Австрии Александр фон Менсдорф-Пули попросил дипломатов подтолкнуть Турцию.
В конце мая, ещё 6 000 турецких солдат регулярной армии и 2 000 башибузуков (иррегулярной конницы) вошли в Боснию, одновременно с другими турецкими частями, вошедшими в Северную Албанию. 25 июня, через два дня после объявления Италией войны Австрии, командующий турецкими войсками в Боснии, Фарук-паша в свою очередь объявил о всеобщей мобилизации. Из всех трёх групп турецких резервистов было мобилизировано 60 000 человек. Третья группа, Moustafiz, призывались лишь в чрезвычайных обстоятельствах. В последовавшую через двенадцать лет русско-турецкую войну мобилизация Moustafiz была начата лишь через несколько недель после всеобщей. Таким образом, мобилизация для оказания помощи Австрии в 1866 году проводилась активнее, чем для ведения войны с Россией в 1877 году.
Воспользовавшись выгодами, предоставленными ей действиями турок, Австрия тем временем вывела из Далмации все гарнизоны, и переправила все регулярные войска с побережья в Триест, откуда они по железной дороге отбыли в Вену, где впоследствии присоединились к войскам, собранным для защиты столицы от пруссаков.
28 мая австрийский консул в Мостаре (босн.) 43°20′ с. ш. 17°48′ в. д. проинформировал военного губернатора Далмации о скорейшем вхождении турецкой эскадры в Адриатику для защиты эксклавов Клек и Суторина, находящихся на адриатическом побережье севернее и южнее Дубровника соответственно. Хотя Клек и был турецким портом, по соглашению 1718 года турецким военным кораблям для захода в него требовалось австрийское разрешение.
Экономически малозначительный порт в случае захвата его Италией приобрёл бы огромное стратегическое значение. Вместе с Дубровником и располагающимися южнее австрийскими анклавами в районе Котора (черногор.) 42°25′ с. ш. 18°46′ в. д., он мог быть отрезан от австрийских основных сил и легко захвачен. Турецкие военные корабли в Клеке должны были не только предотвратить десант итальянцев, но и защитить прибрежное австрийское судоходство.

## Флот Османской империи
Первый турецкий корабль, винтовой корвет «Мансур» (тур. Mansure), сопровождался паровыми линейными кораблями «Калионом» (тур. Kalyon) и «Косово» (тур. Kossovo). В следующие три недели к ним присоединились вице-адмирал Этем-паша на флагмане — винтовом фрегате «Худавандигар» (тур. Hudavandigar), линейный корабль «Пейк-И-Зафер» (тур. Peyk-I-Zafer), винтовой корвет «Синоп» (Sinop), канонерка «Бейрут» (тур. Beyrut) и безымянный транспорт. Австрийский генеральный штаб ожидал, что «Пейк-И-Зафер» сменит «Косово», но оба корабля остались в Адриатике. Вскоре после прибытия, по донесениям австрийских агентов, «Пейк-И-Зафер» покинул эскадру и принял патрулирование албанского берега. Вскоре прибыли и боеприпасы — бриг «Генуз-Дунджа» доставил сотни ящиков в Салоники (македонск.) 40°38′ с. ш. 22°57′ в. д., Антивари (греч.) 42°10′ с. ш. 19°10′ в. д. и Клек 15 и 16 июня.

Официально называемая Rumeli Filo (европейским флотом), эскадра Этем-паши должна была воспрепятствовать незаконному ввозу оружия, а также противостоять итальянским попыткам десанта на турецкую территорию.
Размер турецкой эскадры стал сюрпризом для австрийцев, имевших, впрочем, строгий приказ не мешать действиям турок и оказывать им всяческое содействие.
Эта эскадра представляла собой значительную часть флота Оттоманской империи, большей частью построенного в Великобритании, однако самые мощные корабли в неё включены не были. Четыре броненосных фрегата типа «Османие» (Osmanieh), по крайней мере два из которых были готовы к действиям, не были введены в Адриатическое море. Правда, ни один из них в то время не был включен в состав какой-либо действующей турецкой эскадры, из-за своей боевой ценности, вызывавшей сомнения в течение долгого времени (года) после ввода в строй. Но, по крайней мере на бумаге, эти большие, современные боевые корабли превосходили по мощи любой итальянский или австрийский корабль. Вооружение этих 10000-тонных кораблей (большинство источников указывает меньшее водоизмещение — 6400 тонн — прим. пер.) состояло из одного 9-дюймового нарезного дульнозарядного орудия Армстронга на поворотном лафете и батареи из тринадцати 8-дюймовых нарезных дульнозарядных пушек Армстронга и десяти 36-фунтовых пушек. Они могли развивать скорость до 13 узлов. Под компетентным руководством они могли позволить австрийскому флоту стать равным по силам итальянскому, а то и вовсе превзойти его.
Винтовые линейные корабли, такие как «Косово» и «Пейк-И-Зафер» по прежнему имели большое значение в глазах дипломатов — несмотря на то, что их реальная мощь была ничтожна в сравнении с броненосными фрегатами. Даже после триумфа броненосцев в гражданской войне в США, деревянные корабли все ещё оставались на службе во флотах многих стран — поскольку замена их броненосцами сильно замедлялась высокой ценой последних. Деревянные австрийские корабли отлично сражались при Лиссе — особенно это касается линейного корабля «Кайзер». Однако пороховые погреба и машины «Кайзера» и сопровождавших его кораблей имели защиту из рельсов и мощных цепей. Но подобные меры не были предприняты итальянцами — а, возможно, и турками.
«Косово» и «Пейк-И-Зафер», переделанные парусные корабли в полтора раза меньшие, чем построенный уже с паровой машиной «Кайзер», имели меньшую маневренность, и стали бы легкой мишенью для итальянских броненосцев. Весьма схожий с ними итальянский «Ре Галантуомо» (Re Galantuomo) был сочтен годным лишь для патрулирования в Адриатике (возможно, что это именно он был кораблем, замеченным австрийцами у албанского побережья). Поскольку турецкие броненосцы держались вне зоны возможных боевых действий, а эскадра на Адриатике была слишком слаба, чтобы оказать влияние на развитие событий, существует вероятность, что на самом деле Порта не намеревалась использовать эту эскадру для боя с итальянцами.